# Ablakos-barlang (Dömös)
Az Ablakos-barlang a Visegrádi-hegységben található egyik barlang. A Duna–Ipoly Nemzeti Parkban lévő Dömös területén, a Dobogó-kőn van.

## Leírás
Az Ablakos-barlang a Dobogó-kő víztornyától pontosan észak felé, 600 méter távolságra van, a szálerdő és a bozótos sarjerdő határán álló, hatalmas sziklabástya északkeleti sarkán.
A Pilismarót és a Király-kúti-nyereg közötti erdészeti műút mellett, a Rám-hegy délnyugati lábánál lévő Miklós-forrástól, a műúton, a Király-kúti-nyereg felé kell haladni, körülbelül 100 métert. 20 kilowattos távvezetéket keresztezünk. Utána néhány méternyire, a jobb oldalon, egy jól kijárt ösvény indul felfelé. Ezen haladt valamikor a Dobogókő és a Rám-szakadék közötti, sárga sáv jelzésű turistaút. A sárga sáv jelzés már nem erre vezet, de az ösvény megvan, és igen sokan használják is. Enyhén emelkedve, jó kilátást biztosító kőtornyokat érintve, körülbelül fél kilométert teszünk meg. Ahol a szép szál bükkerdőt elérjük, ahol már a terep kezd erősen emelkedni, a jobb oldalon, az ösvényhez közel meglátjuk a nagy sziklabástyát. Ahogy az ösvényről letérünk a szikla felé, az Ablakos-barlang a szikla jobb alsó felén található.
A befoglaló kőzet durva andezitagglomerátum. A barlang hossza 6,5 méter, a végében a két cső tovább folytatódik a hegy belsejébe. A kifelé lejtő folyosó szélessége másfél méter és a magassága 0,8–1,3 méter. A folyosó bal oldalán, egy csíkban, végig látható a lepusztult cső ásványkérgének a gejziritszerű maradványa. A barlangnak három nyílása van. Egyik a bejárat, ez a jobb oldali cső vonalában van. Mellette, a balra lévő nyíláson nem lehet beférni a barlangba. A kis fülke belsejéből a barlangba vezet a bal oldali csőnek a kissé torzult szelvényű, egy méteres darabja. A harmadik nyílás, a csaknem észak felé néző nagy ablak, amelyből éppen a Rám-hegy sziklás csúcsára látunk. A barlang előtt egy hosszú, ferde párkány van, amelyből, mintha épített fal lenne, sűrűn kiállnak a keményebb kőfejek.

## Kialakulás
A barlang két, egymástól 110 centiméterre lévő, 15–20 centiméter átmérőjű, ásványokkal bevont falú cső, ez lehet, hogy gázkitörési cső mentén alakult ki, úgy, hogy a párhuzamos csövek által gyengített kőzet, könnyebben engedett utat a mállasztó hatásoknak.

## Kutatástörténet
Gönczöl Imréék fedezték fel 1997-ben. Ők készítették el a barlang részletes leírását és a barlang térképét. A 2001. november 12-én elkészült, Magyarország nemkarsztos barlangjainak irodalomjegyzéke című kézirat barlangnévmutatójában szerepel az Ablakos-barlang. A barlangnévmutatóban fel van sorolva 3 irodalmi mű, amelyek foglalkoznak a barlanggal. A 366. tétel nem említi, a 365. tétel említi.
A 2014. évi Karsztfejlődésben megjelent tanulmányban az olvasható, hogy az Ablakos-barlang exhalációs barlang. A Visegrádi-hegység 101 barlangjának egyike a Dömösön található, 6,5 m hosszú és 0,9 m magas barlang. A tanulmányhoz mellékelve lett egy színes fénykép, amelyen a barlang bejárata belülről fényképezve látható.